# 渡辺浩子
渡辺 浩子（わたなべ ひろこ、1935年9月25日 - 1998年6月12日）は、演出家。父は、作曲家の渡辺浦人、兄は作曲家で音楽家の渡辺岳夫で、アニメ、テレビドラマ、時代劇映画などの主題歌などを手掛けていた。
早稲田大学の学生劇団自由舞台で演出をはじめ、卒業後の1959年、劇団民藝に入団。
1961年から1963年まで渡仏しソルボンヌ大学に留学、「ルノー＝バロー劇団」で研修する。
帰国後の1965年に「ゴドーを待ちながら」で戦後初の女性舞台演出家デビューする。その後も、アーノルド・ウェスカー、フェデリコ・ガルシーア・ロルカなどの翻訳劇から、秋元松代の「七人みさき」などの創作ものまで幅広い戯曲を手掛け、日本の新劇界を代表する演出家として活躍した。
1993年からは新国立劇場の芸術副監督に就任するため、劇団民藝を退団。1996年に初代新国立劇場演劇部門芸術監督に就任。1997年の開場公演では井上ひさしの新作「紙屋町さくらホテル」をこけら落とし作品として演出。

## 単行本
- 『渡辺浩子遺稿集 わたしのルネッサンス』カモミール社、2000年7月